# Georg Weikert

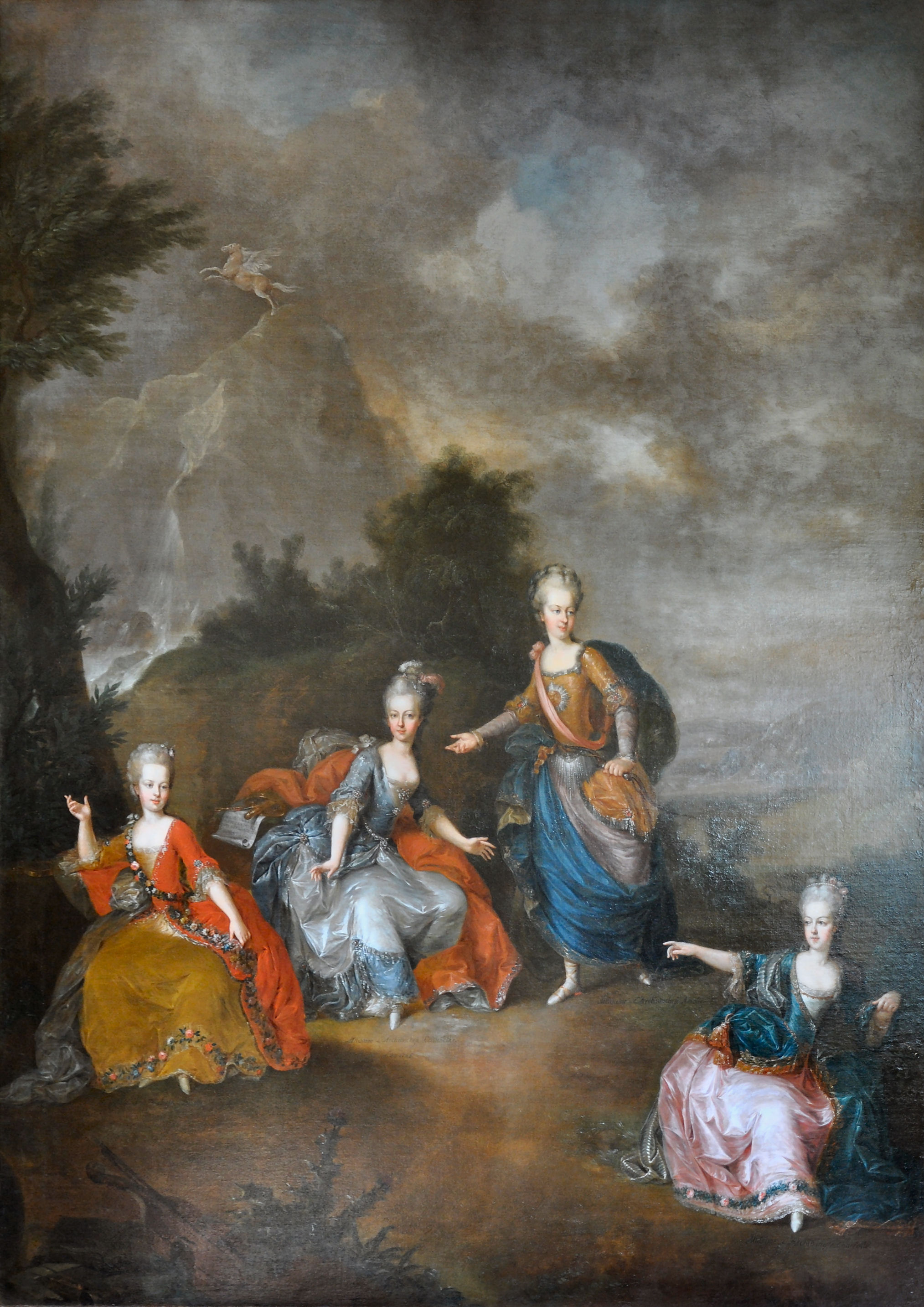
Il Parnaso confuso, 1778, óleo sobre lienzo, 280 x 212 cm, Palacio de Versalles. Copia atribuida a Weikert del original datado en 1765 conservado en Hofburg, Viena.

Georg Weikert (Viena, 1743/1745-Viena, 2 de febrero de 1799) fue un pintor tardobarroco austriaco especializado en retratos.
Discípulo de Martin van Meytens en la corte de los Habsburgo, tuvo la oportunidad de retratar a la emperatriz María Teresa y a su esposo, Francisco I, así como a sus hijos José II (Museo de Historia Militar de Viena), Leopoldo II y María Carolina, reina de Nápoles (Kunsthistorisches Museum), además de a numerosos miembros de la corte como el conde András Hadik (Museo Nacional de Varsovia, hacia 1777 y Museo Nacional Húngaro, 1783).
Con gusto rococó y galante retrató en 1765 Il Parnaso confuso, fiesta teatral en un acto con libreto de Pietro Metastasio y música compuesta por Christoph Willibald Gluck para la boda del heredero de la corona de Austria, José II, representada el 24 de enero de 1765 en el Palacio de Schönbrunn por las hermanas del futuro emperador, María Josefa como Euterpe, María Isabel como Melpomene, María Amalia en el papel de Apolo y María Carolina como Erato.
Entre los aristócratas que posaron para Weikert se encuentra Vicente Osorio Moscoso, conde de Aguilar, embajador de España ante la corte de Viena, pintura que solo se conoce por el aguafuerte y buril abierto a partir de ella por  Manuel Salvador Carmona.